# Der Lude
Der Lude ist ein deutscher Spielfilm der DEFA von Horst E. Brandt aus dem Jahr 1984.

## Handlung
Erzählt wird die Geschichte von Wilhelm Knaupe im Jahre 1930, von allen nur Bello genannt, einem jungen Arbeitslosen, und seiner Freundin Frieda, die auf den Strich geht, um den Unterhalt für ihr gemeinsames Leben zu finanzieren. Da Bello oft in einer Berliner Eckkneipe sein Bier trinkt, die der Kommunistischen Partei Deutschlands als Treffpunkt dient, wird er von einem Kommissar der Politischen Polizei als Spitzel geworben. Damit erkauft er sich die Ruhe vor der Sittenpolizei, denn Frieda wird erst in 3 ½ Jahren, mit 21, volljährig.
Ali Höhler ist ebenfalls ein Zuhälter und lebt auch mit seiner Freundin zusammen. Über einen Drehorgelspieler besorgt er sich, ohne aktuellen Anlass, eine Pistole. Bei dem Versuch, diese unter seinem Bett zu verstecken, entdeckt er die Geldbörse seiner Freundin Erna Jänichen, in der sie Geld versteckte, von dem er nichts wusste. Darüber ist er so erregt, dass er sie auf offener Straße schlägt. Das ist für Erna der Grund, nicht mehr zu Ali zurückzukehren. In Horst Wessel, einem verkrachten Studenten und SA-Sturmführer findet sie einen neuen Beschützer. Als Ali herausbekommt, mit wem seine ehemalige Freundin jetzt zusammen lebt, schießt er auf Horst Wessel, der Tage darauf deshalb stirbt. Für die Nationalsozialisten ist das aber kein Eifersuchtsmord unter Zuhältern, sondern ein politischer Mord durch die Kommunisten. Der kann ihnen aber in einem Prozess nicht nachgewiesen werden.
Nach dem Reichstagsbrand versuchen die Nazis alle linksgerichteten Kräfte in Deutschland auszuschalten. So stürmen sie auch das Lokal der Kommunistischen Partei, dessen Kellner Sally Epstein bei Bello vorübergehend Unterschlupf finden kann, aber anschließend trotzdem verhaftet wird. 1934 wird ein neuer Prozess angestrengt, um das Bild Horst Wessels als Märtyrer aufzubauen. Wieder soll Bello als Zeuge aussagen, doch er glaubt, dass er jetzt nicht mehr erpresst werden kann, da Frieda inzwischen volljährig ist. Da er sich aber immer noch weigert, im Sinne der Nazis auszusagen, wird er selbst verhaftet. Als man merkt, dass die Haftgründe nicht ausreichen, wird er entlassen. Vor dem Gefängnistor wartet eine Gruppe SA-Männer, die mit ihm vor die Stadt auf die Rieselfelder fährt, ihn zusammenschlägt und dann das Feld mit Abwasser volllaufen lässt.

## Produktion
Der Lude wurde von der Künstlerischen Arbeitsgruppe „Berlin“ auf ORWO-Color gedreht und hatte am 6. Dezember 1984 im Berliner Kino International seine festliche Premiere. Die Erstausstrahlung im 2. Programm des Fernsehens der DDR erfolgte am 15. Juli 1986.
Das Szenarium von Wera und Claus Küchenmeister wurde von ihnen weiterbearbeitet und erschien im Mai 1987 im Militärverlag der Deutschen Demokratischen Republik als Roman. Die Dramaturgie lag in den Händen von Anne Pfeuffer.

## Kritik
Nach Helmut Ullrich in der Neuen Zeit ist es ein unentschiedener Film. Leider enthält er zum Fall Horst Wessel zu wenig Informationen und zum anderen will die Geschichte nicht zusammenpassen. Der streckenweise atmosphärisch dichte, weit mehr aber einschichtig vordergründige Inszenierungsstil, der viele Szenen mehr gestellt als gestaltet erscheinen lässt, gibt den Darstellern zu wenig Raum für differenzierte Charakteristik.
Günter Sobe fand in der Berliner Zeitung, dass die Geschichte wenig überzeugend angelegt ist. Man setzte wohl mehr auf die Milieuschilderung, als auf die politische Dramatik.
Das Lexikon des internationalen Films stellt fest, dass es sich hier um ein künstlerisch gänzlich misslungenes Opus handelt, das nur ein fragwürdiges Torso des ursprünglich geplanten, weitaus größeren Entwurfs eines Horst-Wessel-Films bietet.